# Winstonville
Winstonville és una població dels Estats Units a l'estat de Mississipi. Segons el cens del 2000 tenia 319 habitants.

## Demografia
Segons el cens del 2000, Winstonville tenia 319 habitants, 116 habitatges, i 77 famílies. La densitat de població era de 424,7 habitants per km².
Dels 116 habitatges en un 26,7% hi vivien nens de menys de 18 anys, en un 28,4% hi vivien parelles casades, en un 27,6% dones solteres, i en un 33,6% no eren unitats familiars. En el 31,9% dels habitatges hi vivien persones soles el 15,5% de les quals corresponia a persones de 65 anys o més que vivien soles. El nombre mitjà de persones vivint en cada habitatge era de 2,64 i el nombre mitjà de persones que vivien en cada família era de 3,32.
Per edats la població es repartia de la següent manera: un 25,7% tenia menys de 18 anys, un 12,2% entre 18 i 24, un 24,8% entre 25 i 44, un 21,3% de 45 a 60 i un 16% 65 anys o més.
L'edat mediana era de 34 anys. Per cada 100 dones de 18 o més anys hi havia 99,2 homes.
La renda mediana per habitatge era d'11.125 $ i la renda mediana per família de 17.000 $. Els homes tenien una renda mediana de 17.917 $ mentre que les dones 11.875 $. La renda per capita de la població era de 6.269 $. Entorn del 42,7% de les famílies i el 45,6% de la població estaven per davall del llindar de pobresa.

## Poblacions properes
El següent diagrama mostra les poblacions més properes.